# Linggaraja
Linggaraja is een bestuurslaag in het regentschap Tasikmalaya van de provincie West-Java, Indonesië. Linggaraja telt 6804 inwoners (volkstelling 2010).